# Vaso Pelagić
Vaso Pelagić (v srbské cyrilici Васо Пелагић; 1838, Gornji Žabar, Osmanská říše – 25. ledna 1899, Požarevac, Srbsko) byl srbský představitel utopického socialismu. Dodnes po něm nese jméno město Pelagićevo v Bosně a Hercegovině a řada škol na území bývalé Jugoslávie.

## Biografie
Vystudoval gymnázium v Bělehradu a poté bohosloveckou školu (od roku 1857). Roku 1860 se stal učitelem na základní škole v Brčku na severu dnešní Bosny a Hercegoviny, kde založil i srbskou čítárnu, první svého typu na území BiH. Následně studoval nějakou dobu v Moskvě lékařství, historii a politickou ekonomii. V Moskvě se stal odhodlaným socialistou poté, co studoval díla tzv. revolučních demokratů, jakými byli Černyševskij nebo Dobroljubov.
Po dvou letech pobytu v Rusku se vrátil do Banja Luky. Stal se správcem pravoslavného semináře, první střední školy na území BiH.[zdroj?] Zde sepsal svoji příručku pro učitele v Bosně, Hercegovině, Starém Srbsku a Makedonii pro potřeby školského vzdělávání. Tento dokument, který poté po jednotlivých školách šířil, se stal trnem v oku církevních představitelů všech náboženství v Bosně. V oblasti školního vzdělávání se hodně věnoval problematice tělesné výchovy.
V roce 1869 byl poprvé uvězněn. Nejprve si odpykával svůj trest ve věznici v Sarajevu, později byl převezen do severozápadní Anatolie. Vystřídal pobyt v káznicích v Tróji, Balikesiru v Marmaském regionu, Burse a nakonec nejvíce času strávil ve věznici ve městě Kutahya. Následně byl intervencí ruského velvyslance Nikolaje Ignatěva a srbského velvyslance Filipa Hristiće vydán v roce 1871 do Srbska.
Po návratu zpět na Balkán se zapojil do činnosti Sjednocené srbské omladiny a předsedal jejímu shromáždění ve Vršaci. Následně odcestoval do Černé Hory, kde jeho prosrbské aktivity (pomáhal organizovat hnutí srbské liberální mládeže Omladina, které žádalo spojení Srbska s Černou Horou) vyvolaly nespokojenost vládnoucí dynastie Petrović-Njegoš. Poté nějakou dobu žil v Novém Sadu, Grazu, v Praze, Terstu a Curychu.
Roku 1875 se zapojil do Hercegovského povstání křesťanských obyvatel Bosny a Hercegoviny proti turecké správě. Po skončení bojů se přestěhoval do Srbska, odkud byl ale vykázán pro své socialistické názory a po nějakou dobu se musel skrývat v Rumunsku a Bulharsku. Prosazoval, aby v Srbsku vznikla socialistická strana, jeho práce a názory však musely vycházet v bulharském tisku. V Srbsku byl následně zatčen a odsouzen k trestu odnětí svobody. Zemřel ve vězeňské nemocnici v Požarevaci. V dobách existence socialistické Jugoslávie byl Pelagić glorifikován jako symbol boje za socialismus na území jihovýchodní Evropy.